# 錦鯉の泳いでいくゼ!
『錦鯉の泳いでいくゼ！』（にしきごいのおよいでいくゼ！）は、朝日放送テレビ（ABCテレビ）の制作で2022年の1月16日（15日深夜）から3月20日（19日深夜）まで放送されていたバラエティ番組。
ABCテレビ主催のM-1グランプリ2021で優勝した錦鯉が初めてレギュラーで出演した冠番組で、同局に加えて、テレビ朝日の一部系列局でも遅れネット方式で放送されていた。

## 概要
「錦鯉」の長谷川雅紀と渡辺隆が、漫才以外の才能を開花させるべく、初体験の企画に次々と挑んだ期間限定番組。ABC以外でのテレビ朝日系列局では、北海道テレビ（長谷川の出身地である北海道内の加盟局）を含む4局が遅れネット方式で放送している。
番組開始直前から第1回放送までの仮タイトルは『錦鯉のバカみたいに何も決まっていない新番組（仮）』で、基本として事前に収録された内容を放送していた。ただし、ABCにおける初回（2022年1月16日）には、「とりあえず生放送やってみます」と銘打って朝日放送ラジオ（ABCラジオ）本社スタジオ（大阪市福島区）からの生放送パートを挿入。当初の予定では、このパートで番組のタイトルや方向性を決めることになっていたため、錦鯉はオープニングからタイトルや次週以降の企画を話し合っていた。しかし、生放送の開始からおよそ17分が経った0時22分頃に、気象庁がフンガ・トンガ噴火に伴う津波警報を発令。ABCではこの発令を受けてテレビ朝日発の報道特別番組に切り替えたため、当番組ではタイトルが決まらないまま放送の途中で打ち切りを余儀なくされた。このため、初回については、未放送映像を編集で追加した「完全版」を制作。番組の正式なタイトルが『錦鯉の泳いで行くゼ!』に決まったことを1月21日に発表したうえで、翌22日の深夜（1時34分 - 2時4分）に「完全版」を関西ローカルで放送した。ちなみに、長谷川は『錦鯉の泳いで行くゼ!』という番組タイトルの発表に際して、「これから芸能界を泳いでいくので、ストレートないいタイトルだと思います」とのコメントを寄せた。
第2回（ABCでは1月23日に放送）については、「錦鯉が架空のラジオ番組でパーソナリティを務める」という設定で、第1回に続いてABCラジオのスタジオで収録。その結果、『ドッキリ!ハッキリ!三代澤康司です』『サニー・フランシスのマサララジオ』（長谷川・渡辺とも存在すら知らなかった同局の関西ローカル向け生ワイド番組）を宣伝するラジオCMを収録した映像や、収録中に即興で1本の漫才ネタを練り上げた映像が放送された。この時に収録された2本のCMは、第2回の放送前後からABCラジオのスポットCM枠で実際に流れている。
第3回以降は、番組のTwitter公式アカウントへのツイートに端を発した「ピン芸最強トーナメント」や、錦鯉のプロデュース・『週刊プレイボーイ』（集英社）とのコラボレーションによる橋本梨菜のグラビア撮影企画などを実施。最終回では、錦鯉が吉本新喜劇の公演（なんばグランド花月）に初めて出演した際の映像を放送した。

## 出演
- 錦鯉（長谷川雅紀・渡辺隆）

## 放送局
| 放送地域   | 放送局                  | 系列         | 放送期間                | 放送時間                     | 備考       |
| ---------- | ----------------------- | ------------ | ----------------------- | ---------------------------- | ---------- |
| 近畿広域圏 | 朝日放送テレビ（ABC）   | テレビ朝日系 | 2022年1月16日 - 3月20日 | 日曜 0:05 - 0:35（土曜深夜） | 制作局     |
| 北海道     | 北海道テレビ放送（HTB） | テレビ朝日系 | 2022年1月29日 - 4月23日 | 土曜 13:26 - 13:56           | [ 注釈 2 ] |
| 宮城県     | 東日本放送（KHB）       | テレビ朝日系 | 2022年3月7日 - 5月2日   | 月曜 1:35 - 2:05（日曜深夜） |            |
| 静岡県     | 静岡朝日テレビ（SATV）  | テレビ朝日系 | 2022年1月26日 - 3月30日 | 水曜 0:45 - 1:15（火曜深夜） |            |
| 大分県     | 大分朝日放送（OAB）     | テレビ朝日系 | 2022年2月8日 - 4月12日  | 火曜 0:45 - 1:15（月曜深夜） |            |
| 福島県     | 福島放送（KFB）         | テレビ朝日系 | 2022年4月4日 - 6月6日   | 月曜 0:55 - 1:25（日曜深夜） |            |
| 愛媛県     | 愛媛朝日テレビ（eat）   | テレビ朝日系 | 2022年4月22日 - 6月17日 | 金曜 1:20 - 1:50（木曜深夜） |            |

- TVerとGYAO!ではABCでの放送後、2週間の無料で見逃し配信を実施。

## スタッフ
- ナレーション：畑中ふう
- 構成：岸本尚久
- ENG：池田鉄平、高田正幸、加島祥太朗、藤原圭【週替り】
- 協力：チョコフィルム、アイネックス、関西東通、京阪商会、Studio Nest、つむら工芸、東京衣裳【毎週】、よしもとブロードエンタテインメント、戯音工房、EYEZEN【週替り】
- 番組宣伝：衣川淳子（朝日放送テレビ）
- デスク：服部八壽子（朝日放送テレビ）、中西由紀
- 編成：鈴鹿相哉・松田えみり（朝日放送テレビ）
- 美術：山下創平（朝日放送テレビ）
- EED：渡辺裕也【毎週】、黒川礼央奈、中家優【週替り】
- 音響効果：黒澤秀一、上薗茜
- ディレクター：大迫浩幹・松井彰吾（朝日放送テレビ）
- 演出：前田健太（朝日放送テレビ）
- プロデューサー：髙木伸也・森田純平（朝日放送テレビ）、亀井俊徳（吉本興業）
- 制作協力：吉本興業
- 制作著作：朝日放送テレビ

### 過去のスタッフ
- SW・MIX：宇佐美貴士
- S.MIX：西森大記
- VE：瀧晃一
- LD：重園裕治
- CAM：知花裕樹、片桐遊太、川崎拓真、菊池美帆
- VTRオペレーター：荒木佳恵
- スーパーオペレーター：内藤由佳